# Jurgen Çelhaka
Jurgen Çelhaka (Tirana, 6 dicembre 2000) è un calciatore albanese, centrocampista dell'Olimpia Lubiana.

## Carriera

### Club
Il 28 agosto 2021 viene acquistato a titolo definitivo per 250.000 mila euro dalla squadra polacca del Legia Varsavia.

### Nazionale
Ha giocato nelle nazionali giovanili albanesi Under-19, Under-20 ed Under-21.

## Statistiche

### Presenze e reti nei club
Statistiche aggiornate al 3 maggio 2025.
| Stagione              | Squadra               | Campionato            | Campionato | Campionato | Coppe nazionali | Coppe nazionali | Coppe nazionali | Coppe continentali | Coppe continentali | Coppe continentali | Altre coppe | Altre coppe | Altre coppe | Totale | Totale |
| Stagione              | Squadra               | Comp                  | Pres       | Reti       | Comp            | Pres            | Reti            | Comp               | Pres               | Reti               | Comp        | Pres        | Reti        | Pres   | Reti   |
| --------------------- | --------------------- | --------------------- | ---------- | ---------- | --------------- | --------------- | --------------- | ------------------ | ------------------ | ------------------ | ----------- | ----------- | ----------- | ------ | ------ |
| 2017-2018             | Tirana                | KP                    | 2          | 0          | CA              | 0               | 0               | UEL                | -                  | -                  | SA          | -           | -           | 2      | 0      |
| 2018-2019             | Tirana                | KS                    | 1          | 0          | CA              | 3               | 0               | -                  | -                  | -                  | -           | -           | -           | 4      | 0      |
| 2019-2020             | Tirana                | KS                    | 28         | 0          | CA              | 7               | 1               | -                  | -                  | -                  | -           | -           | -           | 35     | 1      |
| 2020-2021             | Tirana                | KS                    | 17         | 1          | CA              | 0               | 0               | UCL+UEL            | 2+1                | 0                  | SA          | 1           | 0           | 21     | 1      |
| Totale Tirana         | Totale Tirana         | Totale Tirana         | 48         | 1          |                 | 10              | 1               |                    | 3                  | 0                  |             | 1           | 0           | 62     | 2      |
| 2021-2022             | Legia Varsavia        | EK                    | 14         | 0          | CP              | 3               | 0               | UCL+UEL            | 1+0                | 0                  | SP          | 0           | 0           | 18     | 0      |
| 2022-2023             | Legia Varsavia        | EK                    | 8          | 0          | CP              | 3               | 0               | -                  | -                  | -                  | -           | -           | -           | 11     | 0      |
| 2023-2024             | Legia Varsavia        | EK                    | 19         | 0          | CP              | 2               | 0               | UECL               | 7                  | 0                  | SP          | 0           | 0           | 28     | 0      |
| 2024-gen. 2025        | Legia Varsavia        | EK                    | 11         | 0          | CP              | 1               | 0               | UECL               | 9                  | 0                  | -           | -           | -           | 21     | 0      |
| Totale Legia Varsavia | Totale Legia Varsavia | Totale Legia Varsavia | 52         | 0          |                 | 9               | 0               |                    | 17                 | 0                  |             | 0           | 0           | 78     | 0      |
| gen.-giu. 2025        | Olimpia Lubiana       | 1. SNL                | 11         | 0          | CS              | 3               | 1               | UECL               | 2                  | 0                  | -           | -           | -           | 16     | 1      |
| Totale carriera       | Totale carriera       | Totale carriera       | 111        | 1          |                 | 22              | 2               |                    | 22                 | 0                  |             | 1           | 0           | 156    | 3      |

## Palmarès

### Club

#### Competizioni nazionali
- Campionato albanese: 1

Tirana: 2019-2020
- Coppa di Polonia: 1

Legia Varsavia: 2022-2023
- Supercoppa di Polonia: 1

Legia Varsavia: 2023
- Campionato sloveno: 1

Olimpia Lubiana: 2024-2025